# Experiment (album)
Experiment je třetí album slovenské skupiny PEHA z roku 2003.
Na albu se nachází celkem 11 písní. Autory hudby jsou Katarína Knechtová, Karol Sivák a Juraj Ondko, texty napsali Vlado Krausz, Rasťo Kopina a Tomi Hricišák. Skupina se tímto albem značně přiblížila k popu, skladby Naoko spím a Slnečná balada mají díky producentovi Randymu výrazně elektronický zvuk. Jeho zásluhou vznikl k singlu Naoko spím i taneční remix. Právě tato píseň se stala podle žebříčku Grand Prix slovenskou skladbou roku 2003 a byl k ní na silnicích v podhůří Vysokých Tater natočen videoklip.

## Seznam písní
1. Experiment
2. Vodopád
3. Hypnotická
4. Zajtra ráno
5. Stotisíc chrobákov
6. Tak si vravím
7. Ako nočný motýľ
8. Len tak ísť
9. V hlbinách
10. Naoko spím
11. Slnečná balada